# Aziatische kampioenschappen judo 2017
De Aziatische kampioenschappen judo van 2017 werden van 26 mei tot en met 28 mei 2017 gehouden in het Hong Kong Velodrome in Hongkong. 

## Medailleoverzicht

### Mannen
| Gewichtsklasse | Goud                    | Zilver                | Brons                    |
| -------------- | ----------------------- | --------------------- | ------------------------ |
| – 60 kg        | Naohisa Takato          | Mohammad Rashnonezhad | Pak Yong-Nam             |
| – 60 kg        | Naohisa Takato          | Mohammad Rashnonezhad | Mukhriddin Tilovov       |
| – 66 kg        | An Ba-Ul                | Yeldos Zhumakanov     | Taroh Fujisaka           |
| – 66 kg        | An Ba-Ul                | Yeldos Zhumakanov     | Kherlen Ganbold          |
| – 73 kg        | An Chang-Rim            | Odbayar Ganbaatar     | Zhansay Smagulov         |
| – 73 kg        | An Chang-Rim            | Odbayar Ganbaatar     | Arata Tatsukawa          |
| – 81 kg        | Sotaro Fujiwara         | Saeid Mollaei         | Lee Moon-Jin             |
| – 81 kg        | Sotaro Fujiwara         | Saeid Mollaei         | Vladimir Zoloev          |
| – 90 kg        | Komronshokh Ustopiriyon | Islam Bozbayev        | Mukhammadkarim Khurramov |
| – 90 kg        | Komronshokh Ustopiriyon | Islam Bozbayev        | Shoichiro Mukai          |
| – 100 kg       | Maxim Rakov             | Kim Hyeon-Cheol       | Janchivdorj Bunddorj     |
| – 100 kg       | Maxim Rakov             | Kim Hyeon-Cheol       | Sherali Juraev           |
| + 100 kg       | Kim Sung-Min            | Ryu Shichinohe        | Duurenbayar Ulziibayar   |
| + 100 kg       | Kim Sung-Min            | Ryu Shichinohe        | Iurii Krakovetskii       |
| Team           | Zuid-Korea              | Mongolië              | Iran                     |
| Team           | Zuid-Korea              | Mongolië              | Japan                    |

### Vrouwen
| Gewichtsklasse | Goud                 | Zilver                  | Brons              |
| -------------- | -------------------- | ----------------------- | ------------------ |
| – 48 kg        | Urantsetseg Munkhbat | Otgontsetseg Galbadrakh | Jeong Bo-Kyeong    |
| – 48 kg        | Urantsetseg Munkhbat | Otgontsetseg Galbadrakh | Kang Yu-Jeong      |
| – 52 kg        | Ai Shishime          | Azzaya Chintogtokh      | Park Da-Sol        |
| – 52 kg        | Ai Shishime          | Azzaya Chintogtokh      | Xin Wang           |
| – 57 kg        | Tsukasa Yoshida      | Kwon You-Jeong          | Chen-Ling Lien     |
| – 57 kg        | Tsukasa Yoshida      | Kwon You-Jeong          | Tongjuan Lu        |
| – 63 kg        | Nami Nabekura        | Mungunchimeg Baldorj    | Gankhaich Bold     |
| – 63 kg        | Nami Nabekura        | Mungunchimeg Baldorj    | Kim Ji-Jeong       |
| – 70 kg        | Yoko Ono             | Kim Seong-Yeon          | Zere Bektaskyzy    |
| – 70 kg        | Yoko Ono             | Kim Seong-Yeon          | Son Yong-Hong      |
| – 78 kg        | Shori Hamada         | Zhenzhao Ma             | Lee Jeong-Yun      |
| – 78 kg        | Shori Hamada         | Zhenzhao Ma             | Park Yu-Jin        |
| + 78 kg        | Nami Inamori         | Kim Min-Jeong           | Munkhtuya Battulga |
| + 78 kg        | Nami Inamori         | Kim Min-Jeong           | Gulzhan Issanova   |
| Team           | Japan                | Mongolië                | Chinees Taipei     |
| Team           | Japan                | Mongolië                | Zuid-Korea         |

## Medaillespiegel
| Plaats | Land           | Goud | Zilver | Brons | Totaal |
| 1      | Japan          | 9    | 1      | 4     | 14     |
| 2      | Zuid-Korea     | 4    | 4      | 8     | 16     |
| 3      | Mongolië       | 1    | 5      | 5     | 11     |
| 4      | Kazachstan     | 1    | 3      | 3     | 7      |
| 5      | Tadzjikistan   | 1    | 0      | 0     | 1      |
| 6      | Iran           | 0    | 2      | 1     | 3      |
| 7      | China          | 0    | 1      | 2     | 3      |
| 8      | Oezbekistan    | 0    | 0      | 3     | 3      |
| 9      | Chinees Taipei | 0    | 0      | 2     | 2      |
| 9      | Kirgizië       | 0    | 0      | 2     | 2      |
| 9      | Noord-Korea    | 0    | 0      | 2     | 2      |
| Totaal | Totaal         | 16   | 16     | 32    | 64     |